# NGC 4467
NGC 4467 è una galassia ellittica nella costellazione della Vergine situata alla distanza di circa 78 milioni di anni luce dalla Terra. È stata scoperta da Otto Struve nel 1851 ed è considerata, al pari di NGC 4465, una probabile galassia satellite di M49. È un membro dell'Ammasso della Vergine.